# Wulver
El wulver és una espècie de criatura de llop humanoide que forma part del folklore de les illes Shetland de la costa d'Escòcia.

## Història
El wulver es considerava generalment benèvol, tot i que altres relats expliquen que es tornaven violents si es provocaven. D'altra manera, eren simpàtics amb els habitants locals i eren coneguts per compartir els peixos que pescaven. Generalment es descrivia com a gent peluda amb el cap de llop. Altres relats afirmen que mai van ser humans.
Jessie Saxby, a Shetland Traditional Lore escriu:
| « | El wulver era una criatura com un home amb cap de llop. Tenia els cabells curts i castanys per tot ell. La seva llar era una cova excavada al costat d'un fort pendent, a mig camí d'un turó. No molestava a la gent si la gent no el molestava. Li agradava atrapar i menjar humans i tenia una petita roca a les aigües profundes que es coneix fins avui com la «Wulver's Stane». Allà s'asseia durant hores pescant. Es diu que deixava amb freqüència uns quants peixos per als pobres. | » |

Després d'haver investigat les tradicions folklòriques reunides principalment d'àrees gaèliques d'Escòcia, una autoritat sobre trastorns congènits, Susan Schoon Eberly, ha especulat que els relats del wulver poden tenir una base en un ésser humà amb una condició mèdica; suggereix que pot ser la síndrome de Hunter. Alguns han criticat aquest enfocament per no ser massa útil, afirmant que és a causa de la manca de descripció que es dona sobre el wulver i a altres criatures mitològiques, així com a la naturalesa de la tradició oral que canvia les descripcions al llarg del temps.